# Curt-Goetz-Ring
Der Curt-Goetz-Ring ist ein Wanderpreis, mit dem Personen ausgezeichnet werden, die das Werk von Curt Goetz fortsetzen, indem sie „den leichten Ton der Komödie mit Intelligenz und einer humanistischen Grundhaltung verbinden“. Valérie von Martens, Goetz’ Witwe, stiftete den Ring 1985 zu seinen Ehren. Erster Träger war Carl-Heinz Schroth. Die Auszeichnung wird seitdem alle fünf Jahre vergeben; an wen der Ring weitergereicht wird, entscheidet der jeweilige Träger selbst.

## Preisträger
- 1985: Carl-Heinz Schroth
- 1990: Anaid Iplicjian
- 1995: Wolfgang Spier[1]
- 2000: Nicole Heesters[2]
- 2005: Ilja Richter[3]
- 2010: Harald Martenstein[4]
- 2015: Maren Kroymann[5]